# Ono Tadashige
Ono Tadashige (小野忠重) est un artiste graveur japonais du XXe siècle, né le 19 janvier 1909 à Tokyo et mort le 17 octobre 1990.

## Biographie
Ono Tadashige fait ses études à l'Académie de peinture Hongō à Tokyo.

En 1932, il adhère à la Fondation du Nouveau Groupe de graveurs. En 1937, il fonde l'association des Graveurs créateurs, aux activités de laquelle il ne cesse de se consacrer, plaidant la cause de la gravure pour la communication de masse.

Depuis 1961, il parcourt deux fois la Russie soviétique et l'Europe.

De 1957 à 1964, il participe à la Biennale internationale de l'estampe de Tokyo.

Il est membre de la Société japonaise des beaux-arts et professeur à l'université des arts de Tokyo. En outre, il publie plusieurs ouvrages, dont un Manuel des techniques de la gravure.